# Ausbildungsfreibetrag
| Zeitraum  | Freibetrag pro Person |
| --------- | --------------------- |
| 2002–2022 | 924 €                 |
| seit 2023 | 1200 €                |

Der Ausbildungsfreibetrag wird gewährt, wenn ein volljähriges Kind, für das den Eltern Kindergeld oder ein Kinderfreibetrag zusteht, das auswärtig untergebracht ist, sich in Berufsausbildung befindet.
Der Freibetrag beträgt für das volle Kalenderjahr seit 2023 1200 Euro, bis dahin 924 Euro. Für jeden Kalendermonat, in dem die Voraussetzungen für die Gewährung des Freibetrags nicht vorgelegen haben, vermindert sich der Jahresfreibetrag um ein Zwölftel. Getrennt veranlagte Eltern können jeweils den halben Betrag geltend machen (§ 33a Abs. 2 Einkommensteuergesetz).

## Geschichte
Vor dem 1. Januar 2012 – somit letztmals für das Steuerjahr 2011 – verminderte sich der oben genannte Betrag um die eigenen Einkünfte und Bezüge des Kindes, soweit diese 1848 Euro im Jahr überstiegen (§ 33a EStG alter Fassung).